# Санников, Андрей Александрович
Андрей Александрович Санников (род. 1 июня 1973 года) — советский и российский игрок в хоккей с мячом, защитник, мастер спорта России международного класса (1994).

## Карьера
Начал играть в хоккей с мячом в 1983 году в Полевском в детской команде «Северского трубника».
Карьера на взрослом уровне началась в 1989 году выступлениями за «Северский трубник» во второй лиге чемпионата СССР.
С 1991 по 1999 год в составе екатеринбургского СКА, с которым стал победителем чемпионата России сезона 1993/94. Также в период выступлений за СКА в нескольких сезонах выступал за «Северский трубник» во второй лиге чемпионата России.
Сезон 1999/2000 года провёл в краснотурьинском «Маяке».
С 2000 по 2003 год в составе красноярского «Енисея», побеждая с командой в чемпионате России сезона 2000/01 и Кубке европейских чемпионов (2001).
В 2003 году продолжил выступления за шведский клуб «Ветланда», представляющий высший дивизион шведского клубного хоккея с мячом — лигу Аллсвенскан (далее — Элитсерия). Перед сезоном 2010/11 принял решение о завершении игровой карьеры, но с середины сезона 2011/12 вновь в составе «Ветланды».
Свой последний сезон игровой карьеры (2014/15) провёл в составе клуба «Скирё-Невельхё» (Ветланда).
В 2017 году вошёл в тренерский штаб «Ветланды».

## Достижения
СКА (Екатеринбург)
 Чемпион России: 1993/94

 Серебряный призёр чемпионата СНГ: 1991/92

 Финалист Кубка России: 1994/95

 Финалист Кубка европейских чемпионов: 1994

 Чемпион России по мини-хоккею: 1993, 1996

 Серебряный призёр чемпионата России по мини-хоккею: 1995

«Маяк»
 Серебряный призёр чемпионата России по мини-хоккею: 1999

«Енисей»
 Чемпион России: 2000/01

 Серебряный призёр чемпионата России: 2002/03

 Бронзовый призёр Кубка России: 2000/01

 Обладатель Кубка европейских чемпионов: 2001

 Финалист Кубка мира: 2000

Сборная России
 Серебряный призёр чемпионата мира среди юниоров: 1992

 Чемпион мира по ринк-бенди: 1994

Личные
- В списке 22-х лучших игроков сезона: 1997

### Комментарии
1. ↑  Количество игр и голов за клуб(ы) в высшем дивизионе чемпионатов СССР/СНГ/России